# Natalie Sago
Natalie Sago (* 24. Mai 1989 in St. Louis, Missouri) ist eine US-amerikanische Schiedsrichterin im Basketball, die seit dem Jahr 2018 in der NBA tätig ist. Sie trägt die Uniform mit der Nummer 9.

## Karriere

### College-Basketball
Vor dem Einstieg in die NBA arbeitete sie als College-Basketballschiedsrichterin u. a. in der Atlantic 10 Conference, Missouri Valley Conference, The Summit League und Metro Atlantic Athletic Conference.

### National Basketball Association
Sago begann im Jahr 2018 ihre NBA-Schiedsrichterlaufbahn beim Spiel der Utah Jazz gegen die Memphis Grizzlies.
Zuvor war sie vier Jahre als Schiedsrichterin in der NBA G-League und drei Jahre in der Women’s National Basketball Association tätig.